# Cừu Leicester biên giới

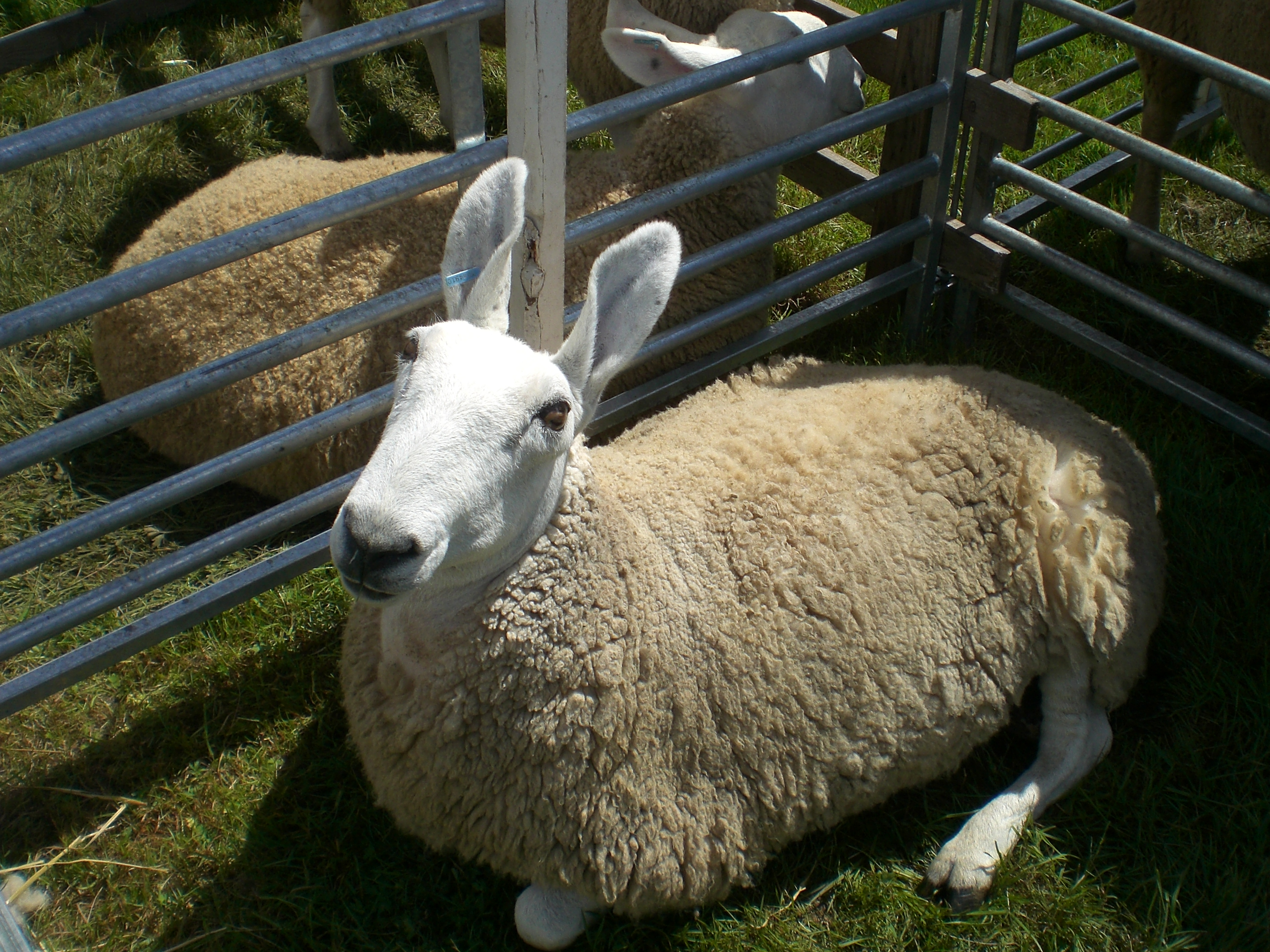
Border Leicester

Cừu Leicester biên giới (tiếng Anh: Border Leicester) là một giống cừu có nguồn gốc ở Anh và chúng được nuôi lớn chủ yếu để lấy thịt cừu, chúng cũng nuôi để lây len với vai trò giống cừu kiêm dụng, chúng khá ngộ nghĩnh với đôi tai dài như tai thỏ. Mặc dù có kích thước lớn và mạnh mẽ, chúng lại là giống cừu thuần tính và ngoan ngoãn. Giống này đã được xuất khẩu sang khu vực Úc và Mỹ.

## Lịch sử
Border Leicester đã được phát triển vào năm 1767 ở Northumberland, Anh. Tên của nó xuất phát từ thực tế là nơi sinh của chúng là gần biên giới với Scotland. Chúng là một giống khá phổ biến ở Anh vào thế kỷ 19. Chúng được tìm thấy tại Anh, Ireland, Scotland và xứ Wales. Border Leicester cừu đã được xuất khẩu sang Anh, Guiana, Canada, Trung Quốc, Colombia, Nam Phi, Pháp, Tây Ban Nha, Bồ Đào Nha, Hoa Kỳ, Ấn Độ, Nhật Bản, Nam Tư, Iran, Hungary, Nga, Thổ Nhĩ Kỳ và Thụy Sĩ. Border Leicester được nhập khẩu vào Úc vào năm 1871, nơi chúng đã có một số lượng lớn các bầy.
Cừu đực được sử dụng cho việc giao phối với cừu Merino. Border Leicester và Merino lai chéo sản xuất theo cách này cung cấp hiệu suất tổng thể lớn nhất khi nuôi loại cừu hướng thịt, với một thân thịt cân đối, khả năng sinh sản cao, khả năng tìm kiếm thức ăn tốt và sản xuất sữa tốt. Border Leicester lai Merino phối giống với cừu lông ngắn (ví dụ như cừu Poll Dorset hoặc cừu Southdown) để sản xuất những con chiên tốt, trong đó phát triển nhanh chóng với trọng lượng thị trường và có hình dạng thân thịt lý tưởng. Đại đa số các con chiên của Úc sản xuất cho thịt được nuôi theo cách này. Border Leicester chiên cũng đóng góp khoảng 50 % của di truyền được sử dụng trong các giống cừu Gromark đã được phát triển ở Australia. Giống cừu này được nhập khẩu vào New Zealand vào năm 1859.

## Đặc điểm

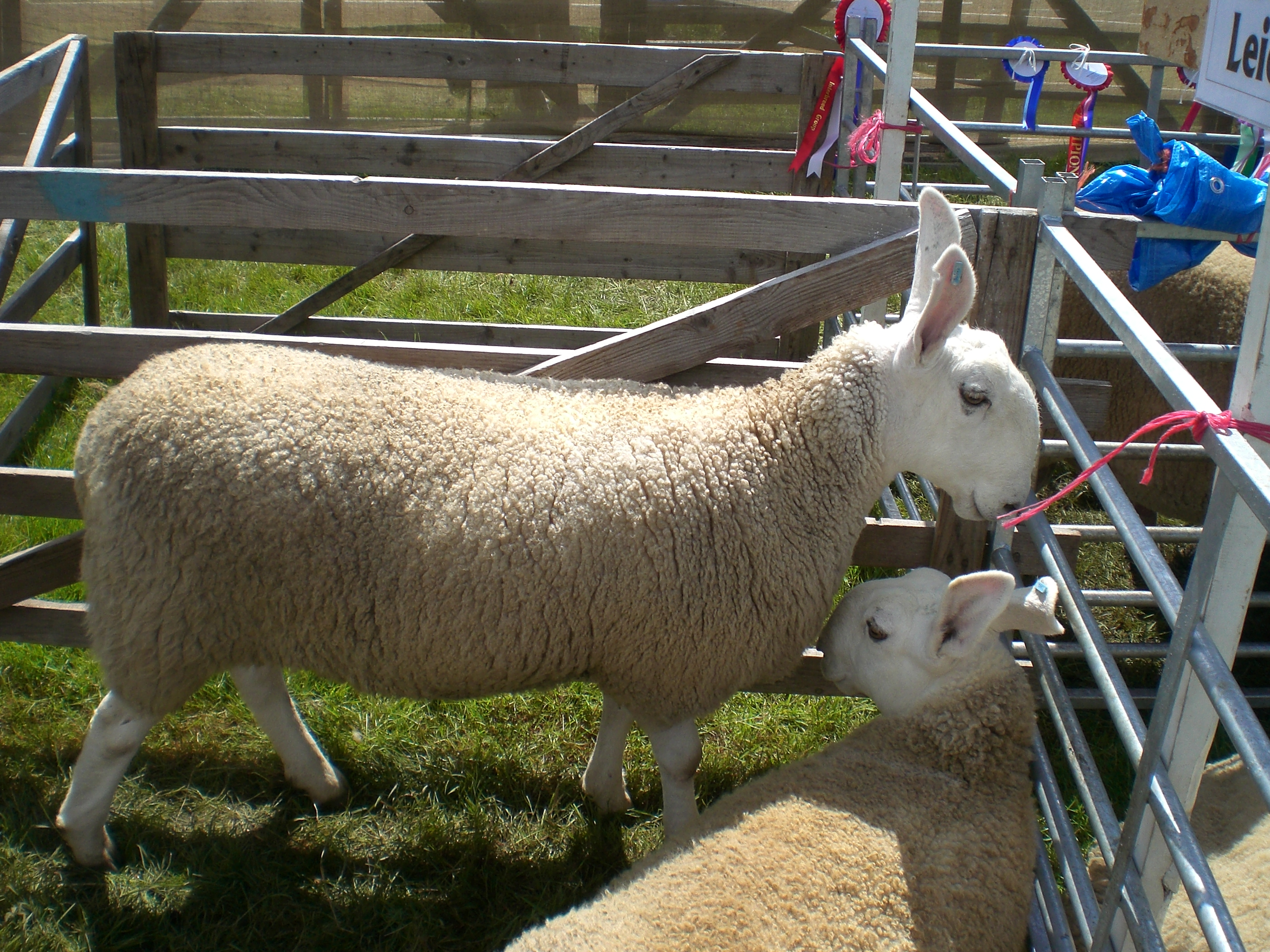

Cừu đực trưởng thành sẽ có trong khoảng 140–175 kg (309-386 lb) và một con cừu cái trưởng thành có trọng lượng từ 90–120 kg (200-260 lb). Một con cừu một năm là khoảng 64 kg (141 lb). Len của chúng có màu trắng và có xu hướng được rất dài và theo tiêu chuẩn của cừu Merino, độ lượn sóng rộng (khoảng 32-38 micron). Tất cả các chủng Border Leicesters được biết đến với sự ngoan ngoãn. Chúng có đôi tai thẳng đứng lớn. Cừu cái sản xuất sữa tốt và là những người mẹ tốt.
Trán chúng phẳng, xương mũi lồi ra, chúng có hố nước mắt, mõm của chúng mỏng, môi hoạt động, răng cửa sắc, nhờ đó chúng có thể gặm được cỏ mọc thấp và bứt được những lá thân cây mềm mại, hợp khẩu vị trên cao để ăn. Chúng có thói quen đi kiếm ăn theo bầy đàn, tạo thành nhóm lớn trên đồng cỏ. Trong da chúng có nhiều tuyến mồ hôi và tuyến mỡ hơn dê. Bởi thế chúng bài tiết mồ hôi nhiều hơn và các cơ quan hô hấp tham gia tích cực hơn vào quá trình điều tiết nhiệt. Mô mỡ dưới da của chúng phát triển tốt hơn dê và ngược lại ở các cơ bên trong của chúng có ít tích lũy mỡ hơn dê.
Lai giống không có ảnh hưởng lớn đến tỷ lệ thịt xẻ và khối lượng thịt xẻ, con lai cừu Naeemi x cừu Border Leicester Merino (BLM) cho khối lượng thịt xẻ nặng hơn nhưng cũng có nhiều mỡ trong thịt xẻ hơn so với mỡ trong thịt xẻ của cừu thuần Naeemi, kiểu gen đã ảnh hưởng đến tăng trọng, khối lượng con lai lúc sơ sinh, 15, 30, 45 và 60 ngày tuổi (P<0,001). Về một số giống cừu trong khu vực, cừu trưởng thành giống cừu Tây Tạng Tibetian như cừu Barwal, cừu Kage, cừu Lampuchher cân nặng lần lượt: 29,8; 32; 23,7 và 20–40 kg; một số giống cừu lai ½ (cừu Polwarth x Kage); ¾ (Polwarth x Kage); ½ (Borderleicerter x Kage); ½ (cừu Rambuillet x Kage) có khối lượng lần lượt: 28,7; 29,2; 30,5 và 28,6 kg.

## Chăn nuôi

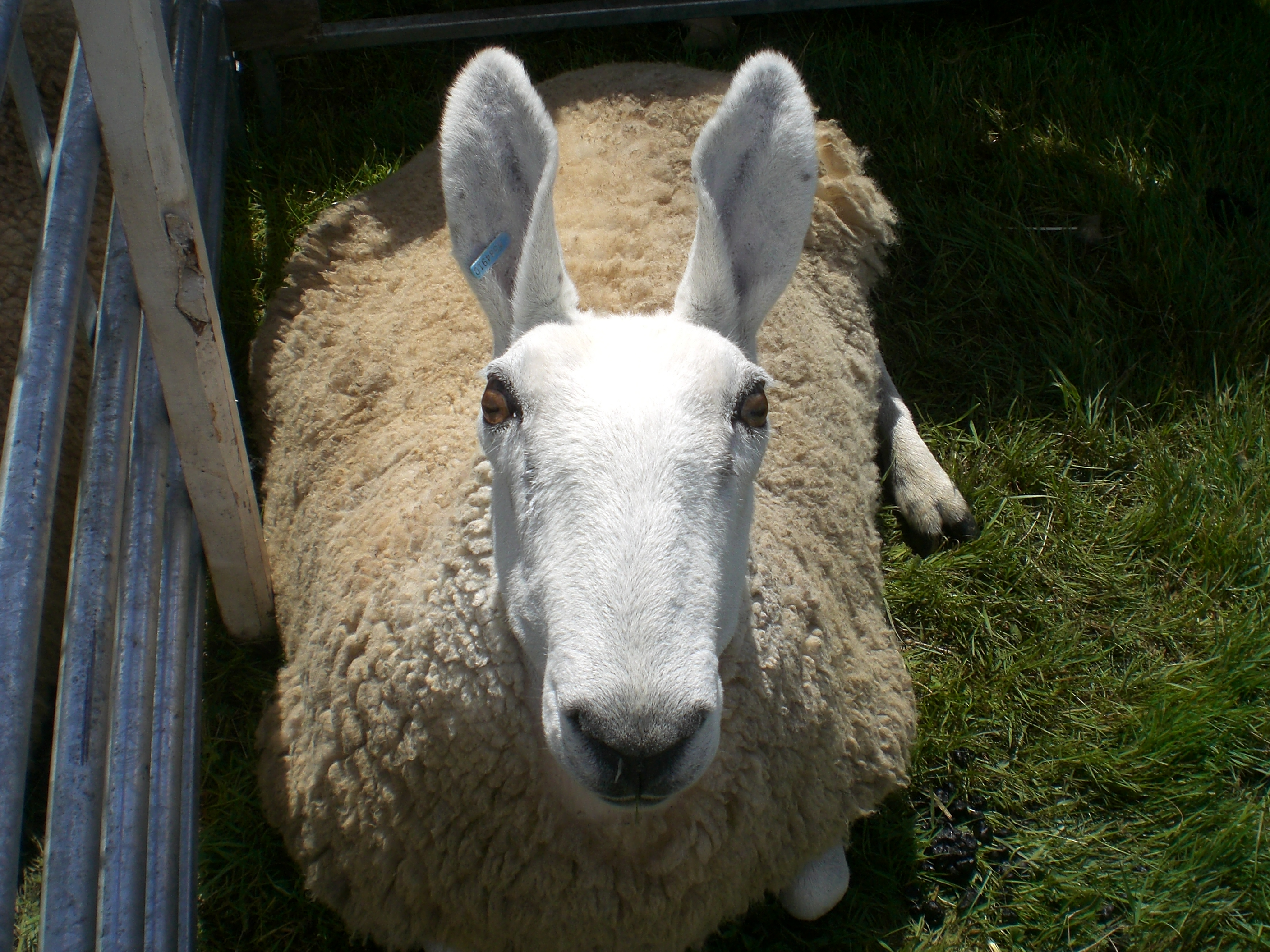
Border Leicester

Chúng có tính bầy đàn cao nên dễ quản lý, chúng thường đi kiếm ăn theo đàn nên việc chăm sóc và quản lý rất thuận lợi. Chúng cũng là loài dễ nuôi, mau lớn, ít tốn công chăm sóc. So với chăn nuôi bò thì chúng là vật nuôi dễ tính hơn, thức ăn của chúng rất đa dạng, thức ăn của chúng là những loại không cạnh tranh với lương thực của người. Chúng là động vật có vú ăn rất nhiều cỏ.
Hầu hết chúng gặm cỏ và ăn các loại cỏ khô khác, tránh các phần thực vật có gỗ nhiều. Chúng có chế độ hoạt động ban ngày, ăn từ sáng đến tối, thỉnh thoảng dừng lại để nghỉ ngơi và nhai lại. Đồng cỏ lý tưởng cho chúng như cỏ và cây họ Đậu. Khác với thức ăn gia súc, thức ăn chính của chúng trong mùa đông là cỏ khô.
Chúng là loài ăn tạp, có thể ăn được nhiều loại thức ăn bao gồm thức ăn thô xanh các loại như: rơm cỏ tươi, khô, rau, củ quả bầu bí các loại, phế phụ phẩm công nông nghiệp và các loại thức ăn tinh bổ sung như cám gạo ngũ cốc. Mỗi ngày chúng có thể ăn được một lượng thức ăn 15-20% thể trọng. Chúng cần một lượng thức ăn tính theo vật chất khô bằng 3,5% thể trọng. Với nhu cầu 65% vật chất khô từ thức ăn thô xanh (0,91 kg) và 35% vật chất khô từ thức ăn tinh (0,49 kg). Khi cho chúng ăn loại thức ăn thô xanh chứa 20% vật chất khô và thức ăn tinh chứa 90% vật chất khô.
Nguồn nước uống là nhu cầu cơ bản của chúng. Lượng nước cần cho chúng biến động theo mùa và loại và chất lượng thực phẩm mà chúng tiêu thụ. Khi chúng ăn nhiều trong các tháng đầu tiên và có mưa (kể cả sương, khi chúng ăn vào sáng sớm), chúng cần ít nước hơn. Khi chúng ăn nhiều cỏ khô thì chúng cần nhiều nước. Chúng cũng cần uống nước sạch, và có thể không uống nếu nước có tảo hoặc chất cặn. Trong một số khẩu phần ăn của chúng cũng bao gồm các khoáng chất, hoặc trộn với lượng ít.

## Chăm sóc

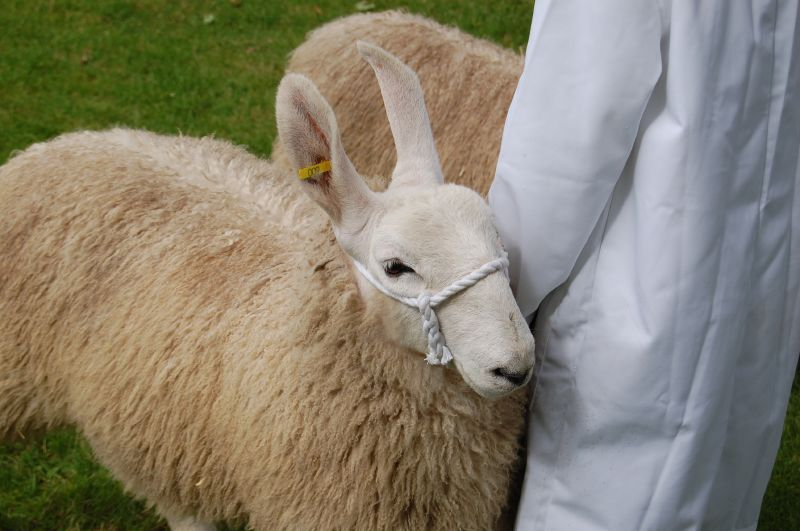
Chăm sóc cừu biên giới

Sau khi cho phối giống 16-17 ngày mà không có biểu hiện động dục lại là có thể cừu đã có chửa, Căn cứ vào ngày phối giống để chuẩn bị đỡ đẻ cho cừu (thời gian mang thai của cừu 146-150 ngày) nhằm hạn chế cừu sơ sinh bị chết; Có thể bồi dưỡng thêm thức ăn tinh và rau cỏ non cho cừu có chửa nhưng tuyệt đối tránh thức ăn hôi mốc; Khi có dấu hiệu sắp đẻ (bầu vú căng, xuống sữa, sụt mông, âm hộ sưng to, dịch nhờn chảy ra, cào bới sàn...) nên nhốt ở chuồng riêng có lót ổ rơm và chăn dắt gần, tránh đồi dốc.
Thông thường cừu mẹ nằm đẻ nhưng cũng có trường hợp đứng đẻ, tốt nhất nên chuẩn bị đỡ đẻ cho cừu; Sau khi đẻ cừu mẹ tự liếm cho con. Tuy nhiên, vẫn phải lấy khăn sạch lau khô cho cừu con, nhất là ở miệng và mũi cho cừu con dễ thở. Lấy chỉ sạch buộc cuống rốn (cách rốn 4–5 cm), cắt cuống rốn cho cừu con và dùng cồn Iod để sát trùng; Giúp cừu con sơ sinh đứng dậy bú sữa đầu càng sớm càng tốt (vì trong sữa đầu có nhiều kháng thể tự nhiên); Đẻ xong cho cừu mẹ uống nước thoải mái (có pha đường 1% hoặc muối 0.5%).
Cừu con trong 10 ngày đầu sau khi đẻ cừu con bú sữa mẹ tự do; Từ 11-21 ngày tuổi cừu con bú mẹ 3 lần/ngày, nên tập cho cừu con ăn thêm thức ăn tinh và cỏ non, ngon; 80-90 ngày tuổi có thể cai sữa. Giai đoạn này phải có cỏ tươi non, ngon cho cừu con để kích thích bộ máy tiêu hóa phát triển (đặc biệt là dạ cỏ) và bù đắp lượng dinh dưỡng thiếu hụt do sữa mẹ cung cấp không đủ; Cừu sinh trưởng và phát triển nhanh, mạnh ở giai đoạn này.